# De Danske Statsbaners Lyntog
De Danske Statsbaners Lyntog er en dansk virksomhedsfilm fra 1935, med undertitlen "Lyntoget er strømlinet".

## Handling
Kortfilmen på små fem minutter, fremviser De Danske Statsbaners, i dag DSB, nye lyntog. Lyntoget er både en ny ruteplan samt et nyt togsæt: Litra MS. Filmen fremviser toget fra dets bedste vinkler, og præsenterer faciliteterne, forholdene og farten i forskellige korte scener. Det er en stumfilm, som tiden byder, så der er tillagt lyd og tidens typiske symfoni soundtrack, med et mere opildnede tempo end normalt. Til enkelte scener er der overlagt tekst til at informere om, hvad der ikke kan ses udmiddelbart fra billedet selv.
Filmen kan ses på Filmcentralen Arkiveret 25. september 2020 hos  Wayback Machine.

Det Danske Filminstituts Filmdatabase beskriver filmen:
"Det nye lyntogs prøvekørsel optaget i 1935. Toget afgår fra Aarhus Hovedbanegård. Der er servering i kupéerne. Selv om farten er høj, kører toget jævnt og behageligt. Fra Esbjerg går det tilbage mod Fredericia med 120 km/t."